# Gomphandra serrata
Gomphandra serrata är en järneksväxtart som beskrevs av George King och Prain. Gomphandra serrata ingår i släktet Gomphandra och familjen Stemonuraceae. Inga underarter finns listade i Catalogue of Life.